# Pixlr
Pixlr – internetowy zestaw narzędzi i narzędzi do edycji zdjęć. Pakiet jest przeznaczony do prostej i zaawansowanej edycji zdjęć. Dostępne są trzy plany subskrypcji: bezpłatny, Premium i Creative Pack.
Platforma może być używana na komputerach stacjonarnych, a także smartfonach i tabletach. Pixlr jest kompatybilny z różnymi formatami obrazu, takimi jak JPEG, PNG, WEBP, GIF, PSD (dokument Photoshop).

## Historia
Pixlr został założony w 2008 roku przez Olę Sevandersson. W dniu 19 lipca 2011 roku amerykańskie przedsiębiorstwo Autodesk ogłosiło, że nabyło pakiet Pixlr. Platforma zmieniła nazwę w 2019 roku, wprowadzając Pixlr X, Pixlr E i Pixlr M.